# Xenortholitha niphonica
Xenortholitha niphonica är en fjärilsart som beskrevs av Butler 1878. Xenortholitha niphonica ingår i släktet Xenortholitha och familjen mätare. Inga underarter finns listade i Catalogue of Life.